# الخماسي السري
الخماسي السرّي (بالإنجليزية : The Pentaverate) هو مسلسل تلفزيوني كوميدي أمريكي، من إنتاج شركة نتفليكس، بدأ العمل به عام 2019، مستوحى من نظريات المؤامرة من فيلمه عام 1993، عُرض المسلسل لأول مرة في 5 مايو 2022، ويتكون من ست حلقات.

## طاقم التمثيل
- مايك مايرز
- كين جونغ.
- كيغان-مايكل كي
- ديبي مازار
- ريتشارد مكابي
- جينيفر سوندرز
- ليديا ويست
- نيل مولاركي

## روابط خارجية
- الخماسي السري على موقع IMDb (الإنجليزية)
- الخماسي السري على موقع ميتاكريتيك (الإنجليزية)
- الخماسي السري على موقع روتن توميتوز (الإنجليزية)
- الخماسي السري على موقع نتفليكس (الإنجليزية)
- الخماسي السري على موقع كينوبويسك (الروسية)
- الخماسي السري على موقع قاعدة بيانات الفيلم (الإنجليزية)